# Selliguea werneri
Selliguea werneri är en stensöteväxtart som först beskrevs av Eduard Rosenstock, och fick sitt nu gällande namn av Pichi-serm. Selliguea werneri ingår i släktet Selliguea och familjen Polypodiaceae. Inga underarter finns listade.